# Helenska zaklada za kulturu
Helenska zaklada za kulturu (HZK, Ελληνικό Ίδρυμα Πολιτισμού) jest kulturna i obrazovna organizacija sa sjedištem u Ateni čiji je cilj promocija grčkog jezika i kulture. Osnivač i prvi predsjednik, profesor Ioannis Georgakis, htio je osnovati instituciju za grčku kulturu izvan Grčke.

## Povijest
Prvobitnom organizacijskom strukturom uspostavljen je rad upravnog odbora koji je birao predsjednika i članove izvršnog odbora. Od 1994. nadalje, uzastopnim zakonskim aktima mijenja se ustroj organizacije i nadzorno ministarstvo predlaže predsjednika i imenuje članove izvršnog odbora.
Godine 2002. HZK je prešao pod nadzor Ministarstva kulture, a Ministarstvo vanjskih poslova u upravnom odboru predstavlja načelnik Uprave za prosvjetu i kulturu. Mjesto u upravnom odboru ima i predstavnik ministarstva obrazovanja. Godine 2014. spojeni su Nacionalni knjižni centar Grčke (EKEVI) i Helenska zaklada za kulturu. Nacionalni knjižni centar Grčke bio je odgovoran za provedbu nacionalne politike za promicanje knjiga. Nakladnici, autori, prevoditelji, knjižničari i knjižari sudjelovali su u donošenju odluka i blisko surađivali na postizanju ciljeva Centra.
Od svog osnutka, Upravni odbor HZK-a svoje je napore usredotočio na osnivanje podružnica u inozemstvu kao jedno od primarnih sredstava za postizanje svojih ciljeva, a to su sustavno promicanje, propagiranje i razvoj helenske kulture u inozemstvu. U inozemstvu su odjeli u: Washington D.C.-u, Pekingu, Aleksandriji, Beogradu, Berlinu, Bukureštu, Nikoziji, Londonu, Odesi, Sofiji i Trstu.
HZK je voditelj grčke mreže Zaklade Anna Lindh za europsko-mediteransko partnerstvo i dijalog između kultura i član Nacionalnog instituta za kulturu Europske unije (EUNIC) u Ateni i inozemstvu.
Sjedište HZK-a nalazi se u bivšoj rezidenciji Bodossakisa u Palaio Psychiku.

## Muzeji
Zaklada je dala značajnu težinu povijesnim i kulturnim vezama koje postoje između razmatranih zemalja i Grčke, poput Odese i Aleksandrije. HZK upravlja dvama muzejima, jedinim muzejima koje održava Helenska Republika u inozemstvu: Muzejom Cavafy u Aleksandriji i Muzejom Philike Etairia u Odesi. Oba grada imaju dugu tradiciju bliskih odnosa s Grčkom, zbog čega je bilo prirodno da budu među prvima koje će izabrati HZK.

## Vanjske poveznice
- Početna stranica
- Internacionalna kulturna akademija